# 西ニューブリテン州

西ニューブリテン州の州旗

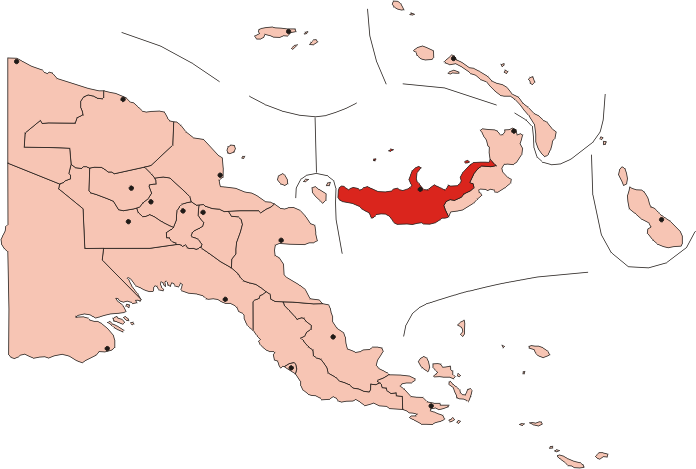
西ニューブリテン州

西ニューブリテン州 (にしニューブリテンしゅう、英: West New Britain Province)は、パプアニューギニアのニューブリテン島の西部に位置する州である。 州都はキンベ。 州の面積は21,000 km²、人口は26万4,264人（2011年国勢調査）。州では輸出用にパーム油を生産している。主要な7種族で構成され、約25種類の言語が使用されている。ローマ・カトリック教徒が多い。西ニューブリテン州はコヴェ人（Kove、コンベ人 (Kombe) とも）が居住するため、同州出身者は国内では「コンベ」と呼ばれる。

## 言語
以下のようなオーストロネシア系言語が使用されている。
- アラウェ語（英語版）（Arawe; 別名: Solong語）
- イドゥネ語（英語版）
  - キレンゲ語（Kilenge）、マレウ語（Maleu）
- カポレ語（英語版）（Kapore; 別名: Bebeli語）
- ナカナイ語
- パシスマヌア語（英語版）（Pasismanua; 別名: Kaulong語）
- バリアイ語（英語版）
- バリ・ヴィトゥ語（イタリア語版）
- ブル語（英語版）
- ボラ語（英語版）
  - ハルア語（Harua、Xarua）
- マンセン語（英語版）
- メーヴェハーフェン語（クロアチア語版）（Moewehafen; 別名: Aiklep語）
- メラメラ語（英語版）
- メンゲン語（英語版）
- モク・アリア語（英語版）
- ラモガイ語（英語版）
  - プリエ・ラウト方言（Pulie-Rauto）
- ルシ語
- ロンガ語（英語版） （Longa; 別名: Amara語）

また僅かではあるが非オーストロネシア系の言語も存在する。
- アネム語
- ペレアタ語（英語版）（Pele-Ata; 別名: アタ語 (Ata)、ワシ語 (Wasi)）